# Vlag van Lotharingen

Vlag van Lotharingen

Logovlag van Lotharingen

De vlag van Lotharingen bestaat uit een geel veld met daarop in een rode diagonale baan drie witte adelaars in vlucht. De vlag is een banier van het wapen van het historische hertogdom Lotharingen.
Deze vlag heeft een zeer oude oorsprong, want hij komt voor in de vorm van een hertogelijke banier op een zegel uit de 12e eeuw.
Een legende vertelt dat drie vliegende adelaars op het wapen van de hertogen van Lotharingen geplaatst zijn nadat Godfried van Bouillon, hertog van Neder-Lotharingen, bij de inname van Jeruzalem met één pijl drie vliegende adelaars zou hebben neergeschoten. Meer prozaïsch zou de herkomst van de adelaars verklaard kunnen worden door een woordspeling: met de letters van alerion ("adelaar") kan het anagram loreina (historische benaming voor "Lotharingen") gevormd worden. Volgens een derde theorie zou het wapen van dat van de Elzas afgeleid zijn (de hertogen van Lotharingen zijn afkomstig van het huis Elzas).
Het logo van de Regionale Raad van de voormalige regio Lotharingen was een artistieke weergave van de vlag en het wapen. Deze is ontworpen door de kunstenaar Charlélie Couture uit Nancy.
De regio maakt na de regionale herindeling per januari 2016 deel uit van de regio Grand Est. Hierdoor is de vlag niet meer in gebruik.